# 帕埃斯 (考卡省)
帕埃斯是哥倫比亞的城鎮，位於該國西南部，由考卡省負責管轄，距離首府波帕揚130公里，始建於1907年12月13日，面積1,258平方公里，海拔高度1,591米，2005年人口31,548。
2°39′17″N 75°59′34″W / 2.65472°N 75.9928°W